# Nucléide cosmogénique

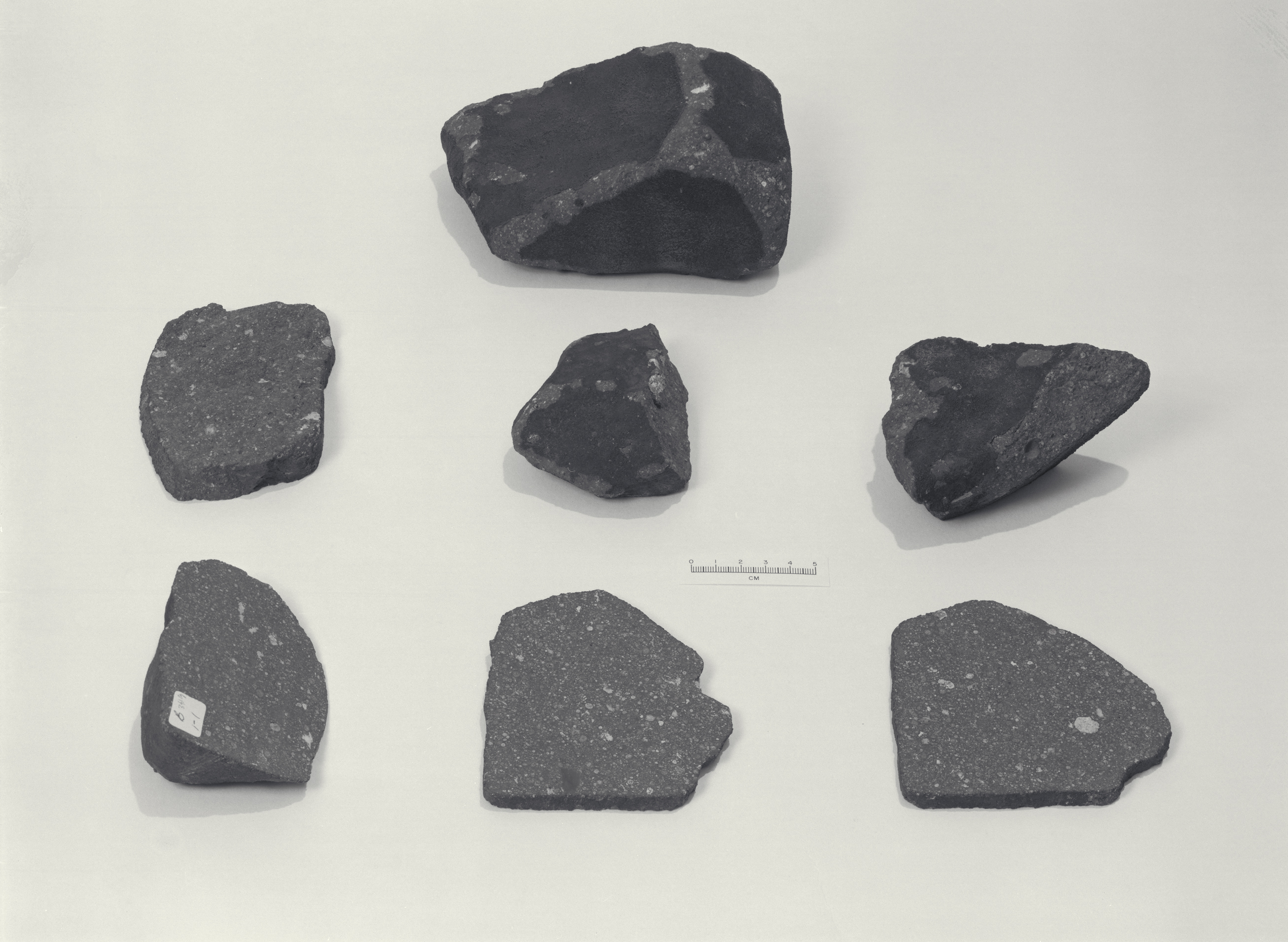
Nucléide cosmogénique issus de la météorite d'Allende.

Les nucléides cosmogéniques (ou isotopes cosmogéniques) sont des isotopes rares créés quand un rayon cosmique de haute énergie interagit avec le noyau d'un atome (réaction de spallation par les rayons cosmiques). Ces isotopes sont en particulier produits dans les matériaux terrestres comme des roches ou le sol, dans l'atmosphère terrestre et dans des corps extraterrestres comme des météorites. La mesure des isotopes cosmogéniques permet aux scientifiques d'avoir une meilleure compréhension de nombreux processus géologiques et astronomiques. Ces isotopes cosmogéniques peuvent aussi bien être radioactifs que stables. Parmi les radioisotopes, on trouve notamment le tritium, le carbone 14 ou le phosphore 32.
Certains isotopes « légers » (de bas numéro atomique), des nucléides primordiaux (quelques isotopes de lithium, béryllium et de bore), sont considérés pour avoir été synthétisés non seulement pendant le Big Bang, mais aussi (et peut-être principalement) après le Big Bang, mais avant la condensation du Système solaire, par le processus de spallation par les rayons cosmiques sur le gaz et la poussière interstellaires. Ceci explique leur abondance plus grande dans des rayons cosmiques en comparaison de leurs ratios et abondances de ces mêmes nucléides sur la Terre. Cependant, la qualification arbitraire de la définition pour les nucléides cosmogéniques d'être formé « in situ dans le Système solaire » (signifiant à l'intérieur d'un corps déjà agrégé du Système solaire) empêche les nucléides primordiaux formés par spallation par les rayons cosmiques avant la formation du Système solaire, d'être nommés « nucléides cosmogéniques » - bien que le mécanisme pour leur formation soit exactement le même. Ces mêmes nucléides arrivent toujours sur la Terre en petite quantité dans des rayons cosmiques et sont formés « cosmogénicalement » dans des météoroïtes, dans l'atmosphère, dans le sol sur la Terre. Cependant, le béryllium (la totalité de son isotope stable, le béryllium 9) est présent primordialement dans le Système Solaire dans de beaucoup plus grandes quantités, ayant été synthétisé avant la condensation du Système solaire.
Pour faire la distinction d'une autre façon, l'époque de leur formation détermine que le sous-ensemble de nucléides produits par la spallation des rayons cosmiques est nommé primordial ou cosmogénique (un nucléide ne peut pas appartenir aux deux classes). Par convention, certains nucléides stables de lithium, de béryllium et de bore sont considérés d'avoir été produits par la spallation des rayons cosmiques dans la période de temps entre le Big Bang et la formation du Système solaire (faisant ainsi d'eux, des nucléides primordiaux, par définition) ne sont pas nommés « cosmogéniques », bien qu'ils soient formés par le même processus que les nucléides cosmogéniques. Le nucléide primordial béryllium 9, le seul isotope stable du béryllium, est un exemple de ce type de nucléide.
Au contraire, bien que les isotopes radioactifs du béryllium 7 et du béryllium 10 sont inclus dans cette série de trois éléments légers (le lithium, le béryllium, le bore) formés surtout par nucléosynthèse de spallation par les rayons cosmiques, ces deux nucléides ont des demi-vies trop courtes pour avoir été formés depuis avant la formation du Système solaire et ainsi ils ne peuvent pas être des nucléides primordiaux. Puisque la spallation par les rayons cosmiques est le seul mode de formation du béryllium 7 et du béryllium 10 présents naturellement dans l'environnement, ils sont donc cosmogéniques.

## Modes de formation
Voici une liste de radioisotopes formés par l'action de rayons cosmiques sur l'atmosphère ; la liste contient aussi le mode de production de l'isotope.
| Isotope      | Mode de formation                    | demi-vie           |
| ------------ | ------------------------------------ | ------------------ |
| 3H (tritium) | 14N (n, 12C) 3H                      | 12,32(2) ans       |
| 7Be          | Spallation (N et O)                  | 53,22(6) j         |
| 10Be         | Spallation (N et O)                  | 1,39 × 106 ans     |
| 11C          | Spallation (N et O)                  | 20,334(24) min     |
| 14C          | 14N (n, p) 14C                       | 5,73 × 103 ans     |
| 18F          | 18O (p, n) 18F et Spallation (Ar)    | 109,771(20) min    |
| 22Na         | Spallation (Ar)                      | 2,6027(10) ans     |
| 24Na         | Spallation (Ar)                      | 14,9590(12) h      |
| 28Mg         | Spallation (Ar)                      | 20,915(9) h        |
| 26Al         | Spallation (Ar)                      | 7,17(24) × 105 ans |
| 31Si         | Spallation (Ar)                      | 157,3(3) min       |
| 32Si         | Spallation (Ar)                      | 170 ans            |
| 32P          | Spallation (Ar)                      | 14,263(3) j        |
| 34mCl        | Spallation (Ar)                      | 32,00(4) min       |
| 35S          | Spallation (Ar)                      | 5,05(2) min        |
| 36Cl         | 35Cl (n, γ) 36Cl                     | 3,01(2) × 105 ans  |
| 37Ar         | 37Cl (p, n) 37Ar                     | 35,04(4) j         |
| 38Cl         | Spallation (Ar)                      | 37,24(5) min       |
| 39Ar         | 38Ar (n, γ) 39Ar                     | 269(3) ans         |
| 39Cl         | 40Ar (n, np) 39Cl et Spallation (Ar) | 55,6(2) min        |
| 41Ar         | 40Ar (n, γ) 41Ar                     | 109,61(4) min      |
| 81Kr         | 80Kr (n, γ) 81Kr                     | 2,29(11) × 105 ans |

Un certain nombre de nucléides cosmogéniques sont formés in situ dans le sol et la roche exposées aux rayons cosmiques. Les nucléides supplémentaires non inscrits ci-dessus incluent : 41Ca et 129I

### Applications en géologie
| élément   | masse atomique | demi-vie (années) | application                                                                    |
| --------- | -------------- | ----------------- | ------------------------------------------------------------------------------ |
| tritium   | 3              | 12                | datation par le tritium de masses d'eau, de neige, de vin                      |
| béryllium | 10             | 1 387 000         | datation d'exposition des roches, sols, carottes glaciaires                    |
| carbone   | 14             | 5 730             | datation par le carbone 14 de restes archéologiques                            |
| aluminium | 26             | 720 000           | datation d'exposition des roches, sédiment                                     |
| silicium  | 32             | 170               | sédiments, eaux souterraines                                                   |
| chlore    | 36             | 308 000           | datation par le chlore 36 d'exposition des roches, traceur d'eaux souterraines |
| argon     | 39             | 269               | datation d'eaux souterraines, de glace antarctique                             |
| calcium   | 41             | 103 000           | datation d'exposition des roches carbonatées                                   |
| krypton   | 81             | 229 000           | datation d'eau souterraine                                                     |
| iode      | 129            | 15,7 millions     | traceur d'eaux souterraines                                                    |